# Яннік Болі
Янні́к Тоапрі́ Болі́ (фр. Yannick Toapri Boli, нар. 13 січня 1988, Сен-Мор-де-Фоссе) — кот-д'івуарійський футболіст, нападник клубу «Аль-Айн» з ОАЕ.
Насамперед відомий виступами за клуб «Парі Сен-Жермен», а також національну збірну Кот-д'Івуару.

## Клубна кар'єра
У дорослому футболі дебютував 2007 року виступами за команду клубу «Парі Сен-Жермен», в якій провів три сезони, взявши участь лише у 4 матчах чемпіонату.
Згодом з 2008 по 2013 рік грав у складі команд клубів «Гавр», «Нім-Олімпік» та «Чорноморець» (Бургас).
До складу клубу «Зоря» приєднався 2013 року.
В серпні 2014 року перейшов до російського клубу «Анжи» (Махачкала), підписавши чотирирічний контракт.

## Виступи за збірну
2010 року дебютував в офіційних матчах у складі національної збірної Кот-д'Івуару. Наразі провів у формі головної команди країни 1 матч.